# Городищенський район (Волгоградська область)
Городищенський муніципальний район — муніципальне утворення у Волгоградській області.
Адміністративний центр — робітниче селище Городище.

## Географія
Городищенський район розташований в центральній частині Волгоградської області, в межиріччі Волги і Дону на Приволзькій височині. Район межує з приміською зоною Волгограду.
Загальна площа району становить 2 450 км² (2,17% території області).
На північному заході район межує з Іловлінським районом, на північному сході - з Дубовським районом, на сході - з міським округом міста Волзький, на південному сході - з міським округом міста Волгоград, на південному заході - з Калачевським районом.

## Історія
Існує переказ, згідно з яким на території сучасного Городищенського району, в районі річки Мокра Мечетка розташовувалася застава, заснована ханом Мамаєм для охорони від раптового нападу столиці Золотої Орди, Сарай-Берке. У цієї теорії є і противники .
З кінця XVI століття починається масова колонізація цієї території.
За наказом Петра I до 1718 року на сучасній території району була споруджена Царицинська сторожова лінія. Вона призначалася для захисту південних рубежів країни від набігів татар і мала довжину понад 65 кілометрів - від Царицина до Паньшино. На лінії було 23 форпости і 4 невеликих фортеці: Мечетинська, Грачевська, Колдибінська і Сакарська.
Більшість сучасних сіл з'явилося в першій половині XIX століття.
Район вперше утворений в березні 1935 року як Піщанський район з районним центром у селі Піщанка при розукрупненні Сталінградського району. У 1938 році в зв'язку з перенесенням районного центру в селище Городище перейменований в Городищенський район . В 1963 році район був скасований.
Городищенський район знову утворений 23 березня 1977 року .

## Промисловість
- Сади Придоння